# Oosters christendom
Oosters christendom of oosterse kerken is de term die oorspronkelijk werd gebruikt voor de christelijke kerkgenootschappen in het oostelijke Middellandse Zeegebied, en met name die in het voormalige Byzantijnse Rijk. Thans wordt ermee bedoeld de kerken van Oost- en Zuidoost-Europa en van het Midden-Oosten. Conflicten tussen de verschillende kerkgemeenschappen leidden tot scheuringen of schisma's waarbij bepaalde kerkgemeenschappen hun eigen weg gingen. Door emigratie bevinden zich vele leden van oosterse kerken in West-Europa en Amerika, zodat het begrip niet meer uitsluitend geografisch bepaald is.
Men maakt onderscheid tussen:
- nestoriaanse kerken (ontstaan na het concilie van Efeze van 431);
- oriëntaals-orthodoxe kerken (ontstaan na het concilie van Chalcedon van 451; soms oudorthodoxe kerken, pre-, non- of niet-chalcedonische kerken genoemd);
- oosters-orthodoxe kerk(en) (zo genoemd na het Oosters Schisma van 1054; ook wel orthodoxe kerk(en), byzantijns-orthodoxe of chalcedonisch orthodoxe kerken genoemd);
- oosters-katholieke kerken (veelal afscheidingen van bovengenoemde kerken die zich weer hebben verbonden met de Rooms-Katholieke Kerk).

Deze kerken zijn, net als de westerse, Latijnse Kerk, ontstaan uit de "oerkerk" van Jeruzalem, maar onderscheiden zich heden ten dage, behalve door geloofspunten, door een eigen eredienst, wetgeving, gebruiken en cultuur. Wereldwijd schat men het aantal oosters-orthodoxe gelovigen op 225 tot 300 miljoen en het aantal oosters-katholieken op 16 miljoen.

## Schisma van 431: ontstaan van de Kerk van het Oosten
De Assyrische Kerk van het Oosten is ontstaan - na het Concilie van Efeze (431) - en heette aanvankelijk de Oost-Syrische of Nestoriaanse kerk. Hoewel deze kerk soms wordt beschouwd als oriëntaals, behoort ze niet tot de oriëntaals-orthodoxe kerken. Het nestorianisme (de leer die uitgaat van de scheiding tussen de goddelijke en de menselijke natuur van Christus) wordt afgewezen door de oriëntaals-orthodoxe kerken. Een deel van deze Oost-Syrische Kerk is in de 16e eeuw geünieerd met Rome en heeft sindsdien de naam Chaldeeuws-Katholieke Kerk. In de 20e eeuw is uit de Assyrische Kerk de Oude Kerk van het Oosten ontstaan.

## Schisma van 451: ontstaan van de oriëntaals-orthodoxe kerken
Verdere schisma's vonden plaats naar aanleiding van het Concilie van Chalcedon (451), en leidden tot het ontstaan van wat men de oriëntaals-orthodoxe kerken is gaan noemen. Een andere naam voor deze kerken is niet-chalcedonisch orthodoxe kerken.
- De Syrisch-Orthodoxe Kerk van Antiochië (ook bekend onder de niet-officiële naam: West-Syrische of Jacobitische Kerk) behoorde oorspronkelijk tot de Syrische Kerk van Antiochië (gesticht in 37) en werd gedefinieerd als de West-Syrische Kerk, na de afscheiding van de Assyrische Kerk, na het Concilie van Efeze in 431. De Syrisch-Orthodoxe Kerk erkent het Concilie van Chalcedon (451) niet. Het zijn zogenaamde "miafysieten".
- De Koptisch-Orthodoxe Kerk (in Egypte) is ontstaan uit het patriarchaat van Alexandrië. Het christendom deed vrij vroeg zijn intrede in Alexandrië vanuit Syrië en Judea. De Koptisch-Orthodoxe Kerk verwierp het Concilie van Chalcedon in 451. Politieke elementen en de strijd tussen Constantinopel (Nestorius, Eutyches) en Alexandrië (Cyrillus, Dioscurus) speelden hierin een rol: volgens de kopten beoogde dit concilie de politieke overheersing van het Byzantijnse Rijk.
- De Armeens-Apostolische Kerk (ook bekend onder de niet-officiële naam: Armeens-Orthodoxe Kerk of Armeens-Gregoriaanse Kerk). In 301 werd door de Armeense koning Tiridates III het christendom ingesteld als staatsgodsdienst. In 451 was Armenië niet vertegenwoordigd op het Concilie van Chalcedon wegens de oorlog tegen de Perzen. Toen men de besluiten van het concilie vernam, werden deze afgewezen. In 505 koos de Armeense Kerk formeel voor het miafysitisme. Sindsdien is ze een autocefale kerk.

Later ontstonden:
- De Ethiopisch-Orthodoxe Kerk
- De Eritrees-Orthodoxe Kerk
- De Indisch-Orthodoxe Kerk

Deze drie laatste kerken behoren eveneens tot het oriëntaals-orthodoxe christendom dat, wat de geloofsleer betreft, zich beroept op de eerste oecumenische concilies van de ongedeelde kerk, namelijk het Concilie van Nicaea (325), het Concilie van Constantinopel I (381) en het Concilie van Efeze (431). Ze worden ook niet-chalcedonische orthodoxe kerken genoemd.
Ze hebben een andere viering van de kerkelijke feestdagen en gebruiken de juliaanse kalender. Sinds 1924 gebruikt de Armeens-Apostolische Kerk de gregoriaanse kalender.

## Het Groot Schisma van 1054: oosters-orthodoxe kerken
In de 11e eeuw (1054) vond het Groot Schisma plaats tussen het oostelijke en het westelijke deel van de christenheid van het Romeinse Rijk. Dit leidde tot de scheiding tussen enerzijds de oosters-orthodoxe of Byzantijnse kerken en anderzijds de rooms-katholieke of Latijnse kerk.
De oosters-orthodoxe kerken hebben hun eigen, veelal nationale organisatie. Ze delen echter hetzelfde geloof (orthodoxie).
Hun totaal aantal gelovigen wordt geschat op ongeveer 150 miljoen. Deze kerken worden niet, zoals de rooms-katholieke kerk, centraal geleid.
Ze kennen geen paus. In principe zijn alle bisschoppen gelijk, in de praktijk zijn er bepaalde gradaties. De oecumenisch patriarch van Constantinopel heeft de eerste plaats onder de oosterse patriarchen (primus inter pares, de eerste onder de gelijken), de 'voorzitter'. Het is echter een moreel leiderschap, geen autoritair.
De oosters-orthodoxe kerken worden ook wel chalcedonisch-orthodoxe kerken of byzantijnse kerken genoemd.
Binnen de oosters-orthodoxe kerken maakt men onderscheid tussen autocefale en autonome kerken.
- De "autocefale kerken" hebben een eigen ‘hoofd’: een patriarch, metropoliet of aartsbisschop. Momenteel zijn er 15, waarvan negen een status van ‘patriarchaat’ hebben:
  - Oecumenisch patriarchaat van Constantinopel → patriarch
  - Grieks-orthodox patriarchaat van Alexandrië en heel Afrika → patriarch
  - Grieks-orthodox patriarchaat van Antiochië en het hele Oosten → patriarch
  - Grieks-orthodox patriarchaat van Jeruzalem en heel Palestina → patriarch
  - Bulgaars-Orthodoxe Kerk → patriarch
  - Georgisch-Orthodoxe Kerk → patriarch-katholikos
  - Roemeens-Orthodoxe Kerk → patriarch
  - Russisch-Orthodoxe Kerk → patriarch
  - Servisch-Orthodoxe Kerk → patriarch
  - Albanees-Orthodoxe Kerk → aartsbisschop
  - Cypriotisch-Orthodoxe Kerk → aartsbisschop
  - Grieks-Orthodoxe Kerk → aartsbisschop
  - Pools-Orthodoxe Kerk → metropoliet
  - Orthodoxe Kerk in de Tsjechische Landen en Slowakije → metropoliet
  - Oekraïens-Orthodoxe Kerk → metropoliet
- De "autonome" kerken zijn semi-zelfstandig, dit wil zeggen dat zij hun eigen organisatorische structuur hebben, maar wel onder het gezag van een patriarch vallen:
  - Aartsbisdom van de Berg Sinaï → aartsbisschop (patriarchaat Jeruzalem) (900 gelovigen)
  - Fins-Orthodoxe Kerk → aartsbisschop (Oecumenisch Patriarchaat) (52.000 gelovigen)
  - Orthodoxe Kerk van Estland → metropoliet (Oecumenisch Patriarchaat) (50.000 gelovigen)
  - Orthodoxe Kerk in Japan → metropoliet (Patriarchaat Moskou) (30.000 gelovigen)
  - Orthodoxe Kerk van Oekraïne → metropoliet (Patriarchaat van Moskou)
  - Russisch-Orthodoxe Kerk in het Buitenland → metropoliet (Patriarchaat Moskou)
- Daarnaast zijn er nog autonome kerken, veelal oud-kalendaristen of op nationalistische politieke gronden, waarvan de jurisdictionele status niet panorthodox geregeld is:
  - Orthodoxe Kerk in Amerika → metropoliet (ca. 85.000 gelovigen)
  - Orthodoxe Kerk in China → aartsbisschop (Patriarchaat Moskou) (10.000 à 20.000? gelovigen)
  - Orthodoxe Kerk in Hongarije → aartsbisschop voor de Russen, bisschop voor de Roemenen, metropoliet voor de Grieken, bisschop voor de Bulgaren (ca. 16.000 gelovigen)
  - Antiocheens Orthodox Christelijk Aartsbisdom van Noord Amerika → metropoliet (Patriarchaat van Antiochië) (74.600 gelovigen)
  - Orthodoxe Kerk van Moldavië → metropoliet (Patriarchaat Moskou) (3.000.000 gelovigen)
  - Bessarabische Orthodoxe Kerk → metropoliet (Patriarchaat van Roemenië) (720.000 gelovigen)
  - Roemeens Orthodox Aartsbisdom in Amerika en Canada → aartsbisschop (Patriarchaat van Roemenië)
  - Oekraïens-Orthodoxe Kerk → metropoliet
- Er is een groot aantal niet (volledig) canoniek erkende kerken, waarvan de grootste zijn:
  - Macedonisch-Orthodoxe Kerk → aartsbisschop (1.000.000 gelovigen)
  - Witrussische Autokefale Orthodoxe Kerk → metropoliet
  - Oekraïense Orthodoxe Kerk - Patriarchaat van Kiev (>10.000 gelovigen)

Er zijn ook grote groepen orthodoxe christenen die in de "diaspora" leven: in West-Europa, Noord- en Zuid-Amerika, en Australië. Daarnaast zijn er een aantal ‘missiekerken’ in Afrika, Indonesië, Korea en elders.

## Oosters-katholieke kerken
Van bijna alle bestaande orthodoxe kerken hebben grote groepen christenen zich op zeker moment met de Rooms-Katholieke Kerk herenigd om politieke, maatschappelijke of theologische redenen. Zij vormen de zogenaamde Geünieerde Kerken of oosters-katholieke kerken. Zij vieren de eigen oosterse riten (bijvoorbeeld de Goddelijke Liturgie) en hebben hun eigen hiërarchie en canonieke status.
Voorbeelden hiervan zijn:
- de Maronitische Kerk, ontstaan na het Concilie van Chalcedon. Deze Kerk stond een compromis-theologie voor, die de voor- en tegenstanders van dat concilie moest verzoenen: het monotheletisme. Ten tijde van de kruistochten is ze in de 12e eeuw herenigd met Rome.
- de reeds vermelde Chaldeeuws-Katholieke Kerk, ontstaan als Oost-Syrische of Nestoriaanse Kerk uit de Kerk van Antiochië na het Concilie van Efeze. In de 16e eeuw is ze herenigd met Rome.
- de Melkitische Grieks-Katholieke Kerk omvat Arabischtalige, katholieke christenen van de Byzantijnse liturgie van de patriarchaten van Antiochië, Alexandrië en Jeruzalem. Deze Kerk is ontstaan in de 18e eeuw, toen de christenen van Damascus een pro-katholieke kandidaat tot patriarch van Antiochië kozen.